# 金正賢 (小説家)
金 正賢（キム・ジョンヒョン、朝鮮語: 김정현、1957年 - ）は、大韓民国の小説家。
代表作に『父』などがある。

## 概要
慶尚北道栄州市出身。ソウル特別市警察局（現・ソウル地方警察庁）強力係で刑事を13年間勤めていた。1991年に『陥穽』を発表し、作家として文壇に登場した。1996年に『父』を出版し、この作品は同年、翌年合わせて350万部以上を売り上げた。そのほか作品として、執筆に大変苦労したことで知られる、『家族』などがある。2014年には『安重根、安倍を撃つ』を発表し、日韓のネットユーザなどの間で論争となった。